# Podróżni bez biletu (Mamy czas) / Kochaj mnie miły
Podróżni bez biletu (Mamy czas) / Kochaj mnie miły – singel grupy Wanda i Banda promujący jej album Mamy czas.

## Lista utworów
Strona A
1. "Podróżni bez biletu (Mamy czas)" (4:35) (muz. komp. zespołowa / sł. J. Cygan)

Strona B
1. "Kochaj mnie miły" (3:15) (muz. W. Trzciński / sł. M. Wojtaszewska)

## Twórcy
- Wanda Kwietniewska – śpiew
- Marek Raduli /Plastuś/ – gitara
- Jacek Krzaklewski – gitara
- Henryk Baran – gitara basowa
- Marek Kapłon – perkusja

## Listy przebojów
| Lista                              | Pozycja                                |
| ---------------------------------- | -------------------------------------- |
| Lista Przebojów Programu Trzeciego | "Mamy czas": 23, "Kochaj mnie miły": — |
| Radiowa Lista Przebojów Programu I | "Mamy czas": 1, "Kochaj mnie miły": 3  |